# Eileen Davidson
Eileen Davidson (Artesia, Californië, 15 juni 1959) is een Amerikaanse soapactrice en voormalig model.
Ze begon in de rol van Ashley Abbott in The Young and the Restless in 1982, in 1989 verliet ze de show. Daarna nam ze de rol van Kelly Capwell aan in Santa Barbara tot de show stopte in 1993. Vervolgens kreeg ze de rol van Kristen Blake aangeboden in Days of Our Lives. Na drie jaar begon ze ook een tweede rol te spelen in de serie, die van Susan Banks. Haar dubbele rol was zo'n succes dat hoofdschrijver James Reilly nog meer personages voor haar bedacht (zuster Mary Moira, Thomas en Penelope Kent). Hoewel Davidson verklaarde dat ze het fijn vond de rollen te spelen vond ze het toch erg vermoeiend en vroeg ze om de show te verlaten. De andere personages die Davidson speelde werden kort daarna uit de serie geschreven.
Na een jaar vakantie keerde ze terug naar haar rol in The Young and the Restless waarvoor ze in 2003 genomineerd werd voor een Emmy Award. In 2006 verdween haar personage langzaam naar de achtergrond. Ze stapte over naar The Bold and the Beautiful. Net als Lauren Fenmore en Sheila Carter zou ze dezelfde rol (Ashley) spelen in de zustersoap van Y&R. Na een grote verhaallijn belandde haar personage op de achtergrond en in augustus 2008 werd aangekondigd dat ze The Bold opnieuw zou inruilen voor Y&R. 
Davidson was van 1997 tot 2000 getrouwd met voormalig General Hospital- en Port Charles-acteur Jon Robert Lindstrom. Nu is ze getrouwd met haar derde man, acteur Vince Van Patten, met wie ze een kind heeft, Jesse Thomas. Haar eerste man (1985-1986) was Christopher Mayer, van wie ze ook scheidde.
Eileen startte haar carrière als model in Mexico-Stad en Californië.

## Geruchten
Meer dan vijftien jaar deed het gerucht de ronde dat Davidson een transseksueel was. Ze ontkende de geruchten met klem. Zelfs nadat ze een kind kreeg bleven de geruchten.